# Passalus variiphylus
Passalus variiphylus es una especie de coleóptero de la familia Passalidae.

## Distribución geográfica
Habita en la Guayana Francesa.